# Peltogyne angustiflora
Peltogyne angustiflora är en ärtväxtart som beskrevs av Adolpho Ducke. Peltogyne angustiflora ingår i släktet Peltogyne och familjen ärtväxter. Inga underarter finns listade i Catalogue of Life.